# Sugitania
Sugitania là một chi bướm đêm thuộc họ Noctuidae.

## Loài
- Sugitania lepida (Butler, 1879)